# 石塚耕一
石塚 耕一（いしづか こういち、1955年 - ）は日本の教育者、ホイスコーレ札幌代表（2019〜）、東海大学教授（2013〜2022）。北海道公立高等学校校長（2006〜2012）、2010年に著書「奇跡の学校 おといねっぷの森から」にて、北海道おといねっぷ美術工芸高等学校の生徒たちが、友達や教師、音威子府村の人々との交流を通して、個々の才能を開花させていくエピソードを描いた。2012年には韓国でも出版された。2016年に著書「ビートルズのデザイン地図」にて、ビートルズのアルバムジャケットの研究を発表した。アートや写真などの表現活動も行っている。 

## 略歴
- 北海道足寄町生まれ
- 1978年　北海道教育大学卒業
- 2006年　北海道おといねっぷ美術工芸高等学校校長
- 2009年　北海道松前高等学校校長
- 2011年　北海道釧路明輝高等学校校長
- 2013年　東海大学国際文化学部デザイン文化学科（札幌キャンパス）教授
- 2019年　ホイスコーレ札幌代表

## 著書
- 2010年「奇跡の学校 おといねっぷの森から」（光村図書出版株式会社）
- 2012年「奇跡の学校  韓国語版」（韓国ランダムハウス株式会社）
- 2016年「ビートルズのデザイン地図」（東海教育研究所）

## 研究
- 2007年　美術工芸教育の在り方に関する提言「豊かな人間性と創造性を備えた人間を育成するために」
- 2010年　フランスのブザンソン美術館を訪問し蠣崎波響の「夷酋烈像」を調査
- 2012年　ドイツのライプツィヒ民族学博物館を訪問し「アイヌ民族資料」を調査
- 2013年〜2016年　ビートルズのアルバムジャケットについての研究
- 2016年〜写真における表現方法についての研究

## 講演
- 2013年 「高等学校の生徒指導の現状と課題」（札幌市）
- 2013年 「未来を創るのが教育の仕事」（札幌市）
- 2013年 「おといねっぷ美術工芸高校の実践について」（札幌市）
- 2013年 「地域づくりは、人づくりから」（旭川市）
- 2014年 「文化が地域を活性化させる」（札幌市）
- 2014年 「歴史に学び、北海道の未来を考える」（札幌市）
- 2014年 「これからの時代を創造するのはデザイン力」（札幌市）
- 2014年 「文化で地域を元気にする」（札幌市）
- 2014年 「ビートルズのデザイン地図」（札幌市）
- 2015年 「スウェーデンの文化と教育から学ぶ」（札幌市）
- 2015年 「北海道の強みを活かす人づくり」（札幌市）
- 2015年 「教育とは何か」（札幌市）
- 2015年 「夷酋列像について」（札幌市）
- 2015年 「学校が地域を活性化させる」（夕張市）
- 2015年 「夕張市を活性化させるために」（夕張市）

## 作品発表
- 1978年「未完なるものからの展開」（札幌市、帯広市）
- 1979年「時間の表出」（帯広市）
- 1979年「平面に」（帯広市）
- 1979年「時間の誘発」（札幌市、帯広市）
- 1979年「石塚耕一＋石橋学 現代美術展」（陸別町）
- 1980年「燃えつきた地図」（北見市）
- 1983年「白と黒の相克」（北見市）
- 1983年「着色された時間」（北見市）
- 1883年「北見現代美術展1883」（北見市）
- 1983年「放課後」（北見市）
- 1983年「21時28分」（北見市）
- 1984年「MY ROOM 1984」（札幌市、北見市）
- 1884年「北見現代美術展1884」（北見市）
- 1984年「放課後Ⅱ」（帯広市）
- 1985年「IN SAPPORO 1984」（カメラ毎日1985年4月号）
- 1985年「CIRCULATION 1985」（帯広市、北見市）
- 1985年「CIRCULATION MUSIC ART」（北見市）
- 1986年「PRINT ADVENTURE 1986」（札幌市）
- 1987年「Paintting,Photograph,Video & Music」（札幌市）
- 1994年「窓」（札幌市）
- 1994年「ビートルズ展」（札幌市）
- 1995年「STREET OF CROCODILES」（札幌市）
- 1996年「STREET OF CROCODILES Ⅱ」（札幌市）
- 2000年「YELLOW ROOM」（札幌市）
- 2003年「IN MY LIFE」（札幌市）
- 2011年「あの風の向こうから」（釧路市）
- 2012年「寺下雅一＋石塚耕一 おといねっぷの森から」（東京都、音威子府村）
- 2013年「ガラスのピラミッド」（札幌市）
- 2014年「ビートルズのイラスト展」（札幌市）
- 2014年「空が広く見えるとき」（札幌市）
- 2015年「Strawberry Fields Forever」（東京都）
- 2016年「ビートルズのデザイン地図」（札幌市）
- 2016年「I Am the Walrus」（東京都）
- 2017年「ヴィーナスの誕生」（東京都）
- 2018年「Mona Lisa」（東京都）